# Soszyca
Soszyca [sɔˈʂɨt͡sa] (kaschubisch Soszëca, deutsch Neukrug) ist eine Siedlung in der Gmina Parchowo in der polnischen Woiwodschaft Pommern. Sie liegt acht Kilometer nordwestlich von Parchowo (Parchau), fünfzehn Kilometer nördlich von Bytów (Bütow) und siebzig Kilometer westlich von Danzig.
Der Bahnhof Neukrug lag an der Bahnstrecke Lauenburg–Bütow.
Bis 1945 bildete Waldarbeiterkolonie Neukrug einen Wohnplatz in der Landgemeinde Lupowske und gehörte mit dieser zum Landkreis Bütow in der preußischen Provinz Pommern.

## Söhne und Töchter des Ortes
- Heinz Ritt (1918–2010), deutscher Heraldiker